# Willem de Vos (schilder)
Willem de Vos was een Brabants Kunstschilder uit Antwerpen en schilderde in Vlaamse barokstijl

## Biografie
Er is zeer weinig over De Vos bekend. Wel is bekend dat hij de neef en leerling van schilder Maerten de Vos was en dat Justus Sustermans behoorde tot een van zijn studenten. Ook is bekend dat hij zijn eigen atelier had, maar van veel van zijn werken is niet met volledige zekerheid te zeggen dat hij deze zelf heeft geschilderd. In 1600 werd hij decaan van het Antwerpse Sint-Lucasgilde. Zijn portret werd geschilderd door Anthony van Dyck voor zijn iconografie serie. Hij wordt genoemd in Cornelis de Bie's boek van artiesten als Guiliam de Vos.
Op 21 Maart 1618 trouwt hij in 's-Hertogenbosch met Maria Zeberts. Getuigen zijn Judoco Leonardi, D.Jacobo van der Cammen, Guilelmo Guibels en Petri Zeberts